# Viira (Leisi)
Viira – wieś w Estonii, w prowincji Sarema, w gminie Leisi.